# The White Stripes
The White Stripes – powstały w Detroit amerykański zespół rockowy, założony przez gitarzystę Jacka White’a i perkusistkę Meg White.
W zespole grają tylko dwie osoby. Od czasu ukazania się w 1999 roku debiutanckiego albumu – The White Stripes, grupa zyskała popularność na niezależnej scenie muzycznej Stanów Zjednoczonych. W niedługim czasie ukształtował się rozpoznawalny styl muzyków z Detroit.
W 2001 roku, gdy ukazał się album White Blood Cells, The White Stripes zyskał sławę poza USA. Album zdobył liczne nagrody, a singel „Fell in Love with a Girl” to pierwszy kasowy przebój amerykańskiego duetu. White Stripes odbyli dużą trasę koncertową po Stanach Zjednoczonych i Europie. W 2003 roku ukazała się kolejna płyta duetu – Elephant. Zebrała dobre recenzje, tak jak promujący ją singel „Seven Nation Army”. W maju 2005 roku odbyła się premiera kolejnego albumu studyjnego – Get Behind Me Satan.
9 lipca 2005 roku zespół wystąpił w Polsce na Open’er Festival.
W roku 2006 Jack White skupił się na współpracy ze swoim przyjacielem Brendanem Bensonem pod szyldem The Raconteurs. Debiutancki album tej nowej formacji, zatytułowany Broken Boy Soldier został wydany 15 maja 2006. Do końca roku White koncertował z zespołem, promując nowy album.
28 lutego 2007 na oficjalnej stronie The White Stripes pojawiła się zapowiedź nowego, szóstego studyjnego albumu zespołu, zatytułowanego Icky Thump. Pochodzący z niego utwór tytułowy trafił na 1. miejsce listy najlepiej sprzedawanych singli w Wielkiej Brytanii.
Po półtorarocznej przerwie zespół dał koncert na Bonnaroo Music Festival w miejscowości Manchester w stanie Tennessee (17 czerwca 2007).
8 czerwca 2008 Meg White pojawiła się na scenie przed koncertem The Raconteurs, po zapowiedzi Jacka White’a, usiadła przy instrumentach perkusyjnych, lecz przed rozpoczęciem grania zeszła i na jej miejsce wszedł perkusista The Raconteurs – Patrick Keeler.
2 lutego 2011 roku na oficjalnej stronie zespołu pojawiło się oświadczenie, że zawiesza on swoją działalność.
W 2025 wprowadzony do Rock and Roll Hall of Fame.

## Dyskografia

### Albumy studyjne
- The White Stripes (1999)
- De Stijl (2000)
- White Blood Cells (2001)
- Elephant (2003)
- Get Behind Me Satan (2005)
- Icky Thump (2007)

## Wizerunek
Charakterystyczne dla zespołu jest używanie na okładkach płyt, w teledyskach, w strojach niemal wyłącznie trzech kolorów: czarnego, czerwonego i białego.
Można się także dopatrzeć wielu innych zasad występujących wśród dotychczasowych dzieł zespołu – np. na każdym z albumów znajduje się utwór rozpoczynający się od słowa „little” (ang. mały): „Little People”, „Little Bird”, „Little Room”, „Little Acorns”, „Little Ghost” oraz „Little Cream Soda”.

## Nagrody
- 2002 MTV Video Music Award za najlepsze efekty w teledysku „Fell in Love with a Girl”
- 2002 MTV Video Music Award za przełomowy teledysk dla „Fell in Love with a Girl”
- 2004 Brit Award, najlepsza grupa, świat
- 2004 Brit Award, najlepszy singel – „Seven Nation Army”
- 2004 Grammy Award, najlepszy album alternatywny – Elephant
- 2004 Grammy Award, najlepsza piosenka rockowa – „Seven Nation Army”
- 2006 Grammy Award, najlepszy album alternatywny – Get Behind Me Satan
- 2008 Grammy Award, najlepszy album alternatywny – Icky Thump
- 2008 Grammy Award, najlepsze wykonanie przez duet lub grupę rockową – Icky Thump
- Najlepszy zespół koncertowy roku 2007 według Rolling Stone[3]